# Vrbice, Prachatice
Vrbice là một làng thuộc huyện Prachatice, vùng Jihočeský, Cộng hòa Séc.